# Мун, Генрих Джордж
Генрих Джордж Мун (англ. Henry George Moon ; 1857—1905) — британский художник-пейзажист, флорист, ботанический художник.
Родился в 1857 году. Обучался школах искусств Биркбек и Святого Мартина. Когда ему исполнился 21 год, Мун работал судебным клерком, намереваясь стать адвокатом, но в 1880 году его интерес к искусству привел к тому, что он присоединился к команде художников The Garden, модного садоводческого журнала.
Известен ботаническими иллюстрациями, особенно картинами орхидей, с описаниями Генриха Густава Райхенбаха. В 1888—1894 годах им были созданы 192 акварельных листа. Мун рисовал орхидеи с натуры, пользуясь коллекцией Г. Сандера, потом переводил рисунок в гравюру, печатал оттиски, затем каждый гравюрный оттиск раскрашивался акварелью от руки. По мере их создания они печатались в течение 6 лет ежемесячно. Это издание сейчас известно как «Reichenbachia» и является самым богатым когда-либо созданным справочным источником по орхидеям.
«Рейхенбахия», ежемесячное издание, названное в честь Генриха Густава Райхенбаха, ботаника и специалиста по орхидеям.

## Галерея

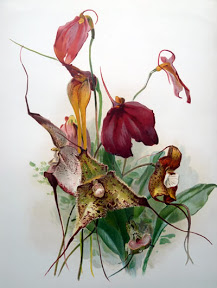
Dracula (Masda) chimaera et al
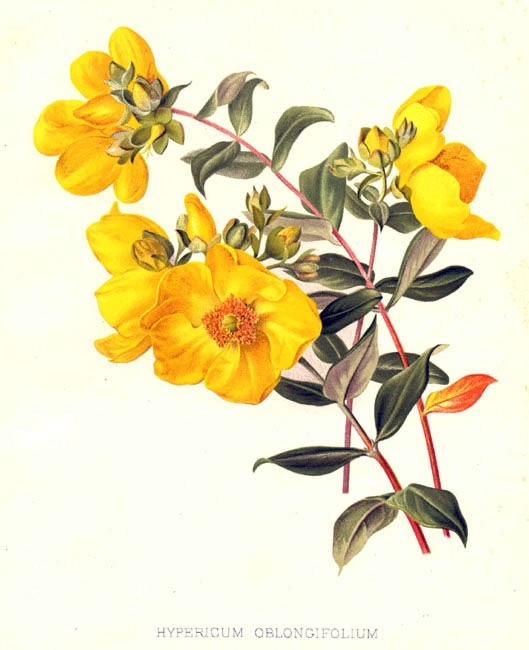
Hypericum oblongifolium
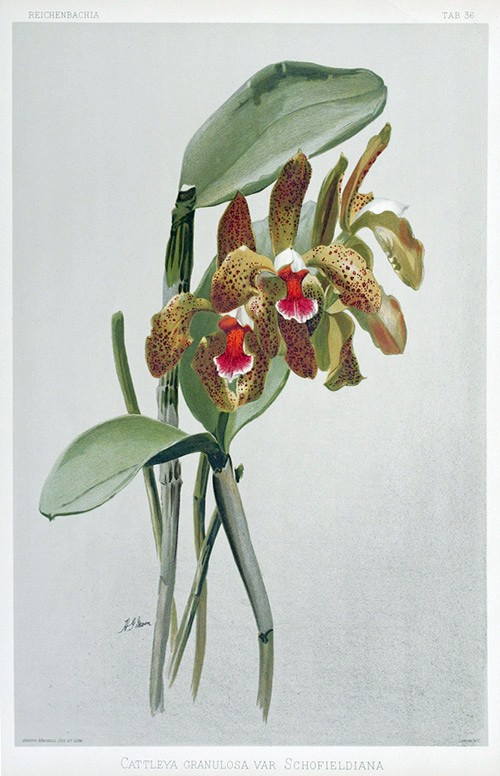
Cattleya granulosa var schofieldiana